# Pineda-Trasmonte
Pineda-Trasmonte är en ort i Spanien.   Den ligger i provinsen Provincia de Burgos och regionen Kastilien och Leon, i den centrala delen av landet, 170 km norr om huvudstaden Madrid. Pineda-Trasmonte ligger 957 meter över havet och antalet invånare är 154.
Terrängen runt Pineda-Trasmonte är huvudsakligen platt, men norrut är den kuperad. Runt Pineda-Trasmonte är det mycket glesbefolkat, med 3 invånare per kvadratkilometer. Närmaste större samhälle är Lerma, 14,0 km norr om Pineda-Trasmonte. Trakten runt Pineda-Trasmonte består till största delen av jordbruksmark.